# NGC 257
NGC 257 ist eine Spiralgalaxie vom Hubble-Typ Sc im Sternbild Fische auf der Ekliptik. Sie ist schätzungsweise 241 Millionen Lichtjahre von der Milchstraße entfernt und hat einen Durchmesser von etwa 135.000 Lichtjahren.

Im selben Himmelsareal befindet sich die Galaxie NGC 250.
Das Objekt wurde am 29. Dezember 1790 von dem deutsch-britischen Astronomen Wilhelm Herschel entdeckt.